# USL Championship 2020
Die USL Championship 2020 ist die 10. Spielzeit der Liga und die vierte als offizielle zweite Liga der USA und Kanadas. Sie beginnt am 9. März 2020 und soll am 20. Oktober desselben Jahres enden. Es nehmen 35 Teams am Spielbetrieb teil, die alle aus den Vereinigten Staaten stammen.

## Änderungen gegenüber der Saison 2019
- Der Miami FC nimmt am Spielbetrieb teil.
- San Diego Loyal nimmt am Spielbetrieb teil.
- Der Fresno FC stellte sowie Ottawa Fury stellten den Spielbetrieb ein.[1]
- Der Nashville SC wechselte in die Major League Soccer.
- Der Bethlehem Steel FC änderte seinen Namen in Philadelphia Union II um.
- Die Swope Park Rangers änderten ihren Namen in Sporting Kansas City II um.
- Die Tulsa Roughnecks änderten ihren Namen in FC Tulsa um.

## Teilnehmende Mannschaften
In der Saison 2020 nehmen 35 Franchises an der USL Championship teil. Die in der durch den Arkansas River geteilten Karte mit einem blauen Punkt markierten Mannschaften spielen in der Western, die mit einem roten Punkt markierten in der Eastern Conference.
| Atlanta |

| Austin |

| Bethlehem |

| Birmingham |

| Charleston |

| Charlotte |

| Colorado Springs |

| El Paso |

| Hartford |

| Indianapolis |

| Carson |

| Kansas City |

| Las Vegas |

| Leesburg |

| Louisville |

| Memphis |

| Albuquerque |

| Harrison |

| Cary |

| Oklahoma City |

| Irvine |

| Tempe |

| Pittsburgh |

| Hillsboro |

| Herriman |

| Reno |

| Edinburg |

| Sacramento |

| Fenton |

| San Antonio |

| Tacoma |

| Saint Petersburg |

| Tulsa |

| San Diego |

| Miami |

### Eastern Conference
| Mannschaft              | Gründung | Einstieg (USL) | Stadion                             | Ort              | Bundesstaat/Provinz | MLS Partner          |
| ----------------------- | -------- | -------------- | ----------------------------------- | ---------------- | ------------------- | -------------------- |
| Atlanta United 2        | 2017     | 2018           | Fifth Third Bank Stadium (8.318)    | Kennesaw         | Georgia             | Atlanta United       |
| Birmingham Legion       | 2017     | 2019           | BBVA Field (5.000)                  | Birmingham       | Alabama             |                      |
| Charleston Battery      | 1993     | 2011           | Patriots Point Soccer Complex (TBD) | Mount Pleasant   | South Carolina      |                      |
| Charlotte Independence  | 2014     | 2015           | Sportsplex at Matthews (5.000)      | Matthews         | North Carolina      |                      |
| Hartford Athletic       | 2018     | 2019           | Dillon Stadium (6.000)              | Hartford         | Connecticut         |                      |
| Indy Eleven             | 2013     | 2018           | Lucas Oil Stadium (62.421)          | Indianapolis     | Indiana             | Chicago Fire FC      |
| Loudoun United          | 2018     | 2019           | Segra Field (5.000)                 | Leesburg         | Virginia            | D.C. United          |
| Louisville City FC      | 2014     | 2015           | Lynn Family Stadium (11.700)        | Louisville       | Kentucky            |                      |
| Memphis 901 FC          | 2018     | 2019           | AutoZone Park (10.000)              | Memphis          | Tennessee           |                      |
| Miami FC                | 2015     | 2020           | Riccardo Silva Stadium (20.000)     | Miami            | Florida             |                      |
| New York Red Bulls II   | 2015     | 2015           | MSU Soccer Park (1.100)             | Montclair        | New Jersey          | New York Red Bulls   |
| North Carolina FC       | 2006     | 2018           | WakeMed Soccer Park (6.000)         | Cary             | North Carolina      |                      |
| Philadelphia Union II   | 2015     | 2016           | Subaru Park (18.500)                | Chester          | Pennsylvania        | Philadelphia Union   |
| Pittsburgh Riverhounds  | 1999     | 2011           | Highmark Stadium (5.000)            | Pittsburgh       | Pennsylvania        |                      |
| Saint Louis FC          | 2014     | 2015           | West Community Stadium (5.500)      | Fenton           | Missouri            |                      |
| Sporting Kansas City II | 2015     | 2016           | Children’s Mercy Park (18.467)      | Kansas City      | Kansas              | Sporting Kansas City |
| Tampa Bay Rowdies       | 2008     | 2017           | Al Lang Stadium (7.500)             | Saint Petersburg | Florida             |                      |

### Western Conference
| Mannschaft                   | Gründung | Einstieg (USL) | Stadion                              | Ort              | Bundesstaat/Provinz | MLS Partner          |
| ---------------------------- | -------- | -------------- | ------------------------------------ | ---------------- | ------------------- | -------------------- |
| Austin Bold                  | 2018     | 2019           | Bold Stadium                         | Elroy            | Texas               |                      |
| Colorado Springs Switchbacks | 2013     | 2015           | Weidner Field (5.000)                | Colorado Springs | Colorado            | Colorado Rapids      |
| El Paso Locomotive           | 2018     | 2019           | Southwest University Park (9.500)    | El Paso          | Texas               |                      |
| LA Galaxy II                 | 2014     | 2014           | Dignity Health Track Stadium (5.000) | Carson           | Kalifornien         | LA Galaxy            |
| Las Vegas Lights             | 2017     | 2018           | Cashman Field (9.334)                | Las Vegas        | Nevada              |                      |
| New Mexico United            | 2018     | 2019           | Isotopes Park (13.500)               | Albuquerque      | New Mexico          |                      |
| Oklahoma City Energy         | 2013     | 2014           | Taft Stadium (7.500)                 | Oklahoma City    | Oklahoma            |                      |
| Orange County SC             | 2010     | 2011           | Champion Stadium (5.000)             | Irvine           | Kalifornien         |                      |
| Phoenix Rising               | 2014     | 2014           | Casino Arizona Field (6.200)         | Tempe            | Arizona             |                      |
| Portland Timbers 2           | 2014     | 2015           | Hillsboro Stadium (7.600)            | Hillsboro        | Oregon              | Portland Timbers     |
| Real Monarchs                | 2014     | 2015           | Zions Bank Stadium (5.000)           | Herriman         | Utah                | Real Salt Lake       |
| Reno 1868 FC                 | 2015     | 2017           | Greater Nevada Field (9.013)         | Reno             | Nevada              | San José Earthquakes |
| Rio Grande Valley Toros      | 2015     | 2016           | H-E-B Park (9.400)                   | Edinburg         | Texas               | Houston Dynamo       |
| Sacramento Republic          | 2012     | 2014           | Papa Murphy’s Park (11.442)          | Sacramento       | Kalifornien         |                      |
| San Antonio FC               | 2015     | 2016           | Toyota Field (8.296)                 | San Antonio      | Texas               | New York City FC     |
| San Diego Loyal              | 2019     | 2020           | Torero Stadium (6.000)               | San Diego        | Kalifornien         |                      |
| Tacoma Defiance              | 2014     | 2015           | Cheney Stadium (6.500)               | Tacoma           | Washington          | Seattle Sounders     |
| FC Tulsa                     | 2013     | 2015           | ONEOK Field (7.833)                  | Tulsa            | Oklahoma            |                      |